# Ми-2
Многоцелевият хеликоптер Ми-2 е произвеждан в СССР и Русия през периода 1965 – 1992 г. като за това време са произведени над 5250 машини. Машината е експортирана в много държави по света – Алжир, Армения, Азербайджан, България, Джибути, Естония, Етиопия, Германия, Грузия, Гана, Ирак, Куба, Латвия, Лесото, Либия, Литва, Мексико, Мианмар, Никарагуа, Полша, Румъния, Словакия, Сирия, Украйна, Унгария и Чехия. По класификацията на НАТО машината е обозначена като „Hoplite“.
В Авиомузей Бургас може да бъде видян Ми-2, с държавен регистрационен знак 202, а впоследствие сменен с 01.

## История
Ми-2 е първият съветски хеликоптер с два газотурбинни двигателя. През май 1960 г. започва разработването на модела, а през януари 1961 г. е изработен първия макет на хеликоптера, получил индекс „В-2“.
Първият полет на пътническия вариант на Ми-2 е през септември 1961 г., а на селскостопанския през декември същата година. След продължителни полетни изпитания през септември 1963 г. е взето решение за серийното производство на Ми-2. През януари 1964 г. е сметнато за по-целесъобразно производството да бъде прехвърлено в Полша със съответния лиценз за производство.
Първият произведен в Полша хеликоптер Ми-2 лети за пръв път през декември 1965 г. Серийното производство на машината продължава до 1992 г., като за 27 години са произведени общо над 5250 машини с военно и гражданско предназначение. Голяма част от тези хеликоптери са експортирани в много страни по света Германия, Унгария, Египет, Ирак, Либия и др.
Явявайки се заместник на Ми-1, новият хеликоптер съществено го превъзхожда по скорост и товароподемност.

## Тактико-технически характеристики
Хеликоптерът Ми-2 е изпълнен по едновинтова схема с рулев винт, с два газотурбиннии двигателя и триопорно колесно шаси.
Фюзелажът е тип монокок, състоящ се от три части: кабина за екипажа, салон за пътници и опашната конзола и управляващите стабилизатори. Кабината за екипажа е двуместна, в учебно-тренировъчния вариант пилотът и инструкторът седят един до друг, а управлението е дублирано.
Корпусът е с размери: дължина – 17,42 м, ширина – 1,4 м и височина до главата на носещия винт – 3,7 м. Пътническата кабина е с размери 2,27 х 1,2 х 1,4 м и побира 8 пътници на два реда седалки. Кабината е оборудвана с климатична инсталация.
Шасито е триопорно, неприбиращо се по време на полет. Колелото на носовата опора е двойно, самоориентиращо се. Задните главни опори са снабдени с маслено-въздушни амортизатор. По едно от колелата им е снабдено със спирачки.
Носещият винт е трилопатен с диаметър 14,5 м., снабден е с хидравлични демпфери и е с шарнирно закрепване на витлата към главата. Лопатите на носещия винт са изпълнени от метални сплави и имат правоъгълна форма, погледнати фронтално. Рулевият винт е двулопатен, с диаметър 2,7 м. Направен е изцяло от метални сплави и за първи път са монтирани торосиони. Лопатите на носещия и рулевия винт са снабдени с електронна противообледеняваща система.
Силовата система на Ми-2 се състои от два турбовални газотурбиннии двигателя „ГТД-350“ с мощност 400 к.с. (300 kW) всеки. Разположени са над фюзелажа, пред редуктора и са покрити с общ обтекател, под който са разположени въздухозаборниците и вентилаторите за охлаждане на маслените радиатори на двигателя и редуктора.
Трансмисията се състои от тристепенен главен редуктор „ВР-2“ с муфа за свободния ход, междинен редуктор и редуктор на рулевия винт. Главният редуктор е с предавателно съотношение към вала на носещия винт 1:24,6, а към редуктора на рулевия винт – 1:4,16.
Горивната система включва един резервоар с вместимост 600 литра, монтиран под пода на кабината. Има възможност за монтирането на два допълнителни резервоара с вместимост 238 л.
Смазочната система има резервоар с вместимост 25 л и маслен радиатор с вентилатор за по-добро охлаждане.
Системата за управление е бустерна, с хидроусилватели с работно налягане 66 кг/см2 (6,5 мПа). Спирачките се управляват от пневматична система.
Електрическата система работи с променлив ток и се състои от два стартер-генратори „СТГ-3“ всеки с мощност 3 kW. Стартер-генераторите обслужват главния генератор на двигателя с мощност 16 kW и напрежение 208 V. Постоянният ток се осигурява от два акумулатора всеки по 26 Ач.
Летателното оборудване е стандартно и включва радиокомпас, жирокомпас, радиовисотомер и СВ и КВ радиостанции. На военните варианти в носовата част е монтиран приемник за предупреждаване за радиолокационно облъчване.
При военните модели въоръжението се състои от разположени на пилони 16 бр. 57-мм НУРС „С-5“ и 4 бр ПТО „Стрела-2“ (9М32).

## Модификации
- Ми-2 – пътнически хеликоптер с места за 8 пътници.
- Ми-2Т – транспортен хеликоптер за превоз на товари с тегло до 700 кг. В кабината и до 800 кг на вънщното окачване.
- Ми-2Р – патрулно-спасителен хеликоптер с електрическа лебедка за с товароподемност 120 кг.
- Ми-2УПР – противотанков хеликоптер въоръжен с четири противотанкови ракети „9М14М“ монтирани на пилони.
- Ми-2УПН – разузнавателен хеликоптер въоръжен с два блока (по 18) 57-мм неуправляеми артилерийски реактивни снаряди С-5.
- Ми-2УС – хеликоптер за близка военна поддръжка въоръжен с 23-мм оръдие.
- Ми-2РМ – палубен многоцелеви хеликоптер.
- Ми-2М – Модернизиран вариант на Ми-2. Снабден е с 2 газотурбинни двигателя „350П“ с мощност 450 к.с. (331 КВ). Произвеждан е в четири модификации: селскостопанса, учебно-тренировъчна, за аерофотоснимки и за контрол на околната среда.
- PZL "Kania" – Модернизиран вариант на Ми-2. Снабден е с 2 газотурбинни двигателя „250-С20В“ (компанията „Allisson“) с мощност 426 к.с. (314 КВ). Има увеличени размери на кабината, усъвършенствано полетно оборудване, подобрени летателни характеристики. Полетна маса до 3550 кг. Произвеждан е в седем серийни варианта: пътнически, транспортен, селскостопански, санитарен, патрулен, спасителен и разузнавателен.